# Долгов, Александр Владимирович (футболист)
Александр Владимирович Долгов (род. 24 сентября 1998, Воронеж) — российский футболист, нападающий клуба «Енисей».

## Клубная карьера
Воспитанник московского «Локомотива». Дебютировал в первенстве ПФЛ за ФК «Локомотив-Казанка» 11 августа 2017 года в игре с ФК «Коломна».
10 июля 2019 подписал 4-летний контракт с «Ростовом». В премьер-лиге дебютировал 25 августа 2019 года в матче против «Рубина», заменив Александра Саплинова на 90-й минуте.

## Награды
- ПФЛ, группа «Запад»: лучший игрок, лучший бомбардир (15 голов), лучший молодой игрок (2018/19)[4].